# Wikipediamonumentet
Wikipediamonumentet (polska: Pomnik Wikipedii) är ett offentligt konstverk i Słubice i Polen som avtäcktes 22 oktober 2014. Det är en skulptur som är rest för att hylla bidragsgivarna till det användargenererade uppslagsverket Wikipedia.
Skulpturen är skapad av den armenienfödde konstnären Mihran Hakobyan. Det är placerat på Plac Frankfurcki, ungefär Frankfurttorget, vid högskolan Collegium Polonicum i närheten av bron till den tyska staden Frankfurt an der Oder.

## Beskrivning
Skulpturen är ungefär två meter hög inklusive sockeln och tillverkad av glasfiberarmerad konstharts som färgsatts för att påminna om brons. Den stöds av en stålstruktur och väger 350 kg. Sockeln föreställer papperstravar och på den uppbär fyra personer en glob föreställande Wikipedias logotyp. På tre inskriptioner på polska, tyska och engelska hyllas de frivilliga bidragsgivarna och Wikipedia beskrivs som en av pelarna kunskapssamhället vilar på.
De fyra personerna representerar de anonyma bidragsgivarna från jordens fyra hörn, men var från början tänkta att symbolisera de fyra största språken eftersom polskspråkiga Wikipedia var den fjärde största när projektet började skissas flera år före avtäckandet. Pappershögarna är en hyllning till Johannes Gutenberg och hans uppfinningar inom boktryckarkonsten som möjliggjorde större spridning av det skrivna ordet. 
Minnesmärket finansierades av de lokala myndigheterna och kostade 62 000 złoty.